# بيت عبد الله (الحيمة الداخلية)

تعديل مصدري - تعديل

بيت عبد الله هي إحدى قرى عزلة بني مهلهل بمديرية الحيمة الداخلية التابعة لمحافظة صنعاء، بلغ تعداد سكانها 105 نسمة حسب تعداد اليمن لعام 2004.